# Vislor Turlough
Vislor Turlough est un personnage joué par Mark Strickson dans la série de science-fiction Doctor Who. Compagnon du 5° Docteur (Peter Davison), il est apparu régulièrement dans la série de 1983 à 1984. Créé par le producteur John Nathan-Turner et le scénariste Eric Saward, le personnage est un jeune garçon vivant en exil de sa planète, Trion. Il apparaît durant 10 sérials et 33 épisodes.

## Le personnage dans l'univers de Doctor Who
Apparaissant pour la première fois en 1983 dans l'épisode « Mawdryn Undead » Turlough semble être un jeune garçon faisant ses études à l'école publique de Brendon School. Là, il a pour professeur de mathématique le Brigadier Lethbridge-Stewart (lui-même ancien compagnon du Docteur.) Toutefois, il ne semble pas être originaire de la Terre. Il est contacté par le Gardien Noir qui lui propose de quitter la planète s'il tue le Docteur. Afin de l'approcher, Turlough aide le Docteur dans une enquête autour d'un vaisseau spatial et montre qu'il a des connaissances en ce qui concerne le voyage dans le temps et la téléportation. À la fin de l'épisode, il demande à accompagner le Docteur et celui-ci accepte, malgré les suspicions de Tegan et Nyssa.
Durant les deux épisodes suivants, « Terminus » et « Enlightenment » (qui forment avec Mawdryn Undead la "trilogie du Gardien Noir"), Turlough ne sait pas s'il doit ou non obéir au Gardien Noir et celui-ci le pousse presque à agir sous la torture. Finalement, Turlough prend le parti du Docteur et parvient à vaincre le Gardien Noir. Il continue à voyager à bord du TARDIS et ses relations avec le Docteur et Tegan (Nyssa ayant quitté le vaisseau à la fin de Terminus) s'améliorent. Au cours des épisodes ils rencontrent Kamelion, les Daleks, Susan la petite fille du Docteur, ainsi que les précédentes incarnations du Docteur. Petit à petit on commence à en apprendre plus sur ses origines. Ainsi, on apprend dans « Frontios » que des extra-terrestres nommés les Tractateurs ont envahi sa planète par le passé. Il est présent lorsque Tegan décide de repartir à la fin de « Resurrection of the Daleks. »
Dans l'épisode « Planet of Fire » on apprend les raisons de son exil politique sur Terre : sa famille faisait partie d'opposants politiques au régime en place. Son père et son frère furent exilés sur Sarn, une colonie retirée vivant au milieu des volcans. On apprend aussi son prénom : Vislor. Alors que la colonie est sur le point d'être envahie par la lave, Turlough décide d'appeler des agents de Trion afin que tous se fassent rapatrier. Il apprend que la politique de sa planète a changé et qu'il n'a plus à être un exilé. Il décide alors de rentrer sur Trion avec son frère. 
Le personnage, dernier compagnon masculin jusqu'à Mickey en 2006, réapparaît brièvement sous forme de flashback à la fin de « The Caves of Androzani. »  Le personnage est revenu dans des romans, des bandes dessinées et des pièces radiophoniques dérivées de la série, toujours interprété par Mark Strickson.

## Évolution du personnage
Vislor Turlough fut écrit à l'origine afin de remplacer Adric. Décrit par le producteur John Nathan-Turner comme un extra-terrestre aux origines mystérieuses, il fut décidé par le script-éditor (responsable des scénarios) Eric Saward d'en faire un compagnon qui pour la première fois aurait un côté "méchant". L'introduction du personnage se fit en trois temps : dans le premier épisode, on le verrait être manipulé par le Gardien Noir et sauver la vie du Docteur afin de le rejoindre dans le TARDIS ; dans le second épisode, il devait trahir le Docteur et dans le dernier épisode aider celui-ci à se débarrasser du Gardien Noir. La trilogie permettait de voir si le personnage fonctionnait dans la série ou s'il était préférable de l'en ôter. 
Lors de la production, il s'avéra que les cheveux blonds de Mark Strickson le faisaient ressembler bien trop à Peter Davison. Afin de mieux les différencier, il fit roussir et couper ses cheveux et fut vêtu avec des habits noirs afin de créer un contraste. Turlough se montre peureux et assez traître au début de la série, ayant souvent un air hautain et froid, mais devient plus aimable avec le temps. On le voit toutefois prendre sur lui et affronter ses peurs dans Frontios et décider de sacrifier sa liberté dans Planet of Fire. Il s'agit d'un des rares compagnons à pouvoir utiliser le TARDIS ; on le voit effectuer un diagnostic dans « The Five Doctors » et programmer le TARDIS pour qu'il retrouve le Docteur dans « Planet of Fire. »
Toutefois, selon Mark Strickson, le personnage n'a jamais été utilisé avec le potentiel qu'il aurait pu avoir. Selon lui les scénaristes ne savaient pas quoi faire de lui et le personnage finissait souvent capturé par les méchants ou enfermé. 